# キャベル郡 (ウェストバージニア州)
キャベル郡（英: Cabell County）は、アメリカ合衆国ウェストバージニア州の西部に位置する郡である。人口は9万4350人（2020年）。郡庁所在地はハンティントンであり、同郡で人口最大の都市である。キャベル郡は1809年に設立され、郡名は、1805年から1808年までバージニア州知事を務めたウィリアム・H・キャベルに因んで名付けられた。
キャベル郡はケンタッキー州とオハイオ州にも跨るハンティントン・アシュランド都市圏に属している。

## 地理
アメリカ合衆国国勢調査局に拠れば、郡域全面積は288平方マイル (745.9 km2)であり、このうち陸地282平方マイル (730.4 km2)、水域は6平方マイル (15.5 km2)で水域率は2.23%である。

### 主要高規格道路
- 州間高速道路64号線
- アメリカ国道52号線
- アメリカ国道60号線
- ウェストバージニア州道2号線
- ウェストバージニア州道10号線
- ウェストバージニア州道152号線
- ウェストバージニア州道527号線
- ウェストバージニア州道193号線

### 隣接する郡
- メイソン郡 - 北東
- パットナム郡 - 東
- リンカーン郡 - 南東
- ウェイン郡 - 南西
- ローレンス郡 (オハイオ州) - 西
- ガリア郡 (オハイオ州) - 北

## 人口動態
以下は2000年国勢調査による人口統計データである。
| 基礎データ - 人口: 96,784人 - 世帯数: 41,180 世帯 - 家族数: 25,490 家族 - 人口密度: 133人/km2（344人/mi2） - 住居数: 45,615軒 - 住居密度: 63軒/km2（162軒/mi2） 人種別人口構成 - 白人: 93.37% - アフリカン・アメリカン: 4.29% - ネイティブ・アメリカン: 0.18% - アジア人: 0.77% - 太平洋諸島系: 0.04% - その他の人種: 0.20% - 混血: 1.14% - ヒスパニック・ラテン系: 0.68% 年齢別人口構成 - 18歳未満: 20.0% - 18-24歳: 13.5% - 25-44歳: 26.8% - 45-64歳: 23.6% - 65歳以上: 16.0% - 年齢の中央値: 38歳 - 性比（女性100人あたり男性の人口） - 総人口: 91.4 - 18歳以上: 88.5 | 世帯と家族（対世帯数） - 18歳未満の子供がいる: 25.2% - 結婚・同居している夫婦: 47.1% - 未婚・離婚・死別女性が世帯主: 11.6% - 非家族世帯: 38.1% - 単身世帯: 31.3% - 65歳以上の老人1人暮らし: 12.5% - 平均構成人数 - 世帯: 2.27人 - 家族: 2.85人 収入と家計 - 収入の中央値 - 世帯: 28,479米ドル - 家族: 37,691米ドル - 性別 - 男性: 31,780米ドル - 女性: 22,243米ドル - 人口1人あたり収入: 17,638米ドル - 貧困線以下 - 対人口: 19.2% - 対家族数: 13.7% - 18歳未満: 24.6% - 65歳以上: 10.8% |

## 都市と町

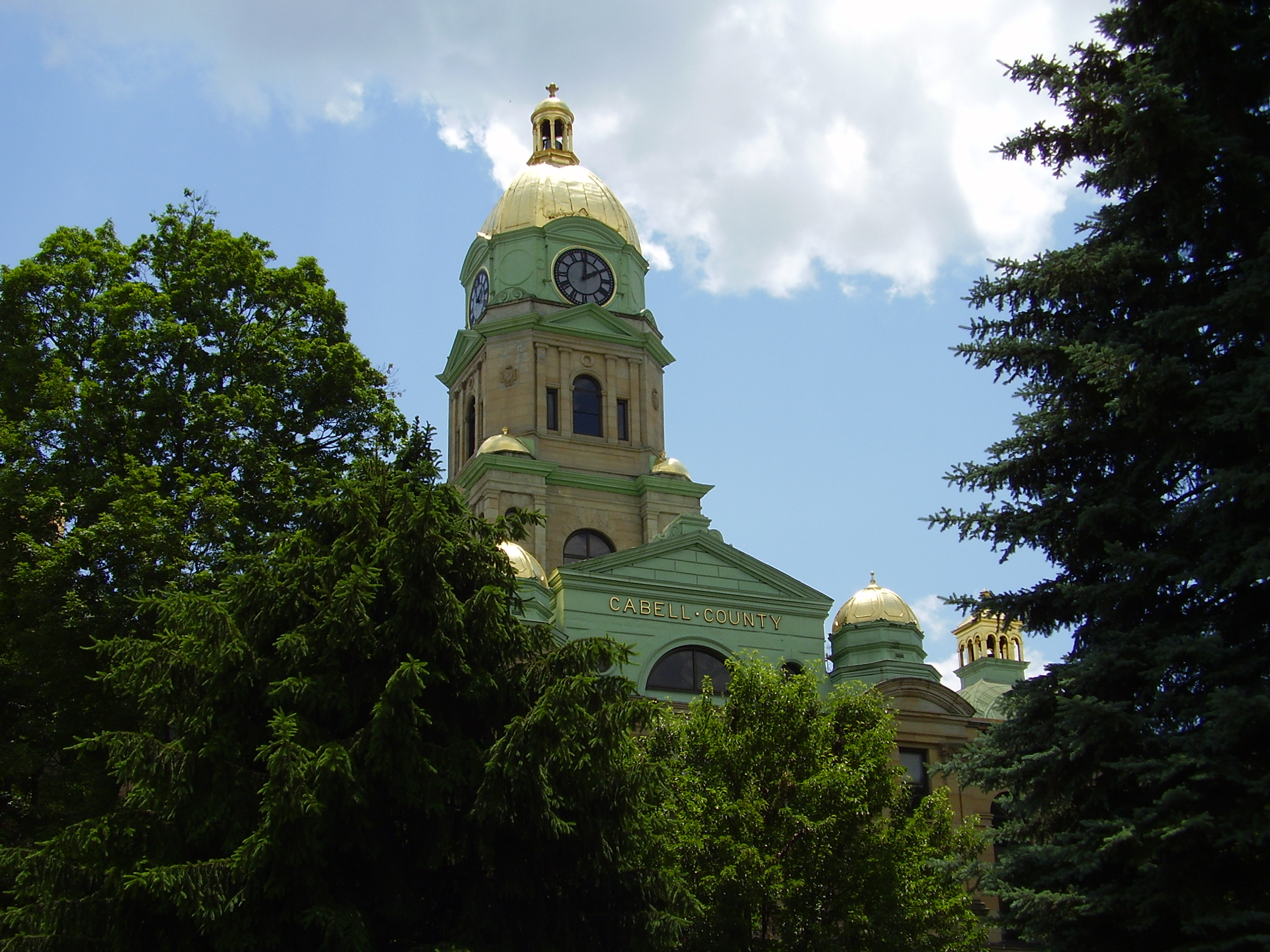
ハンティントン市にあるキャベル郡庁舎、この建物に郡の管理部門の大半が入っている

- ハンティントン、一部はウェイン郡にも跨る、郡庁所在地
- ミルトン
- バーバーズビル

### 未編入の町
- カロデン、一部はパットナム郡内
  - この町はチェサピーク・アンド・オハイオ鉄道で働いているときに片足を失ったL・R・ホワイトが名付けた。ホワイトは、この名前が国内でも数少ないので提案した。
- リセイジ
- オーナ
- ピーリッジ
- ソルトロック